# 西川魯介
西川 魯介（にしかわ ろすけ）は、日本の漫画家。代表作に『屈折リーベ』、『野蛮の園』等。

## 人物・来歴
宮城県出身。宮城工業高等専門学校卒業。徳間書店の『月刊少年キャプテン』にて西川露介のペンネームで投稿した「すべて機械じかけ」がTOKUMAコミック大賞即決月間賞、第5回TOKUMAコミック大賞佳作を受賞しデビュー。同誌1996年11月号からの『屈折リーベ』が初連載となる。当時はマイナーであった嗜好の「眼鏡っ娘萌え」をテーマにした『屈折リーベ』以降、フェティシズムが意識された作品を発表している。
マニア向けの漫画家を自認している。伊藤伸平のアシスタント経験があり、西川同様「眼鏡フェチ」として知られる田丸浩史と交友を持つ。
以下のとおり日本SF大会において星雲賞コミック部門の参考候補作に挙げられた。
- 2002年07月	第33回	星雲賞コミック部門 『ＳＦ／フェチ・スナッチャー』 参考候補
- 2006年07月	第37回	星雲賞コミック部門 『野蛮の園』	参考候補
- 2011年09月	第42回	星雲賞コミック部門 『兵器局非常識機材関連開発室ヴンダーカンマー』 参考候補

## 作風
デビュー以来「眼鏡っ娘萌え」のキャラ造形を続けている。登場人物が眼鏡をかけている確率が極めて高く、成人向け描写における行為の最中でもけっして外す事はない。マニアックなネタを好み、細かなパロディをコマの隅や台詞まわしに仕込む。伝奇・怪異ものにも通じ、作風の基本はギャグ・コメディ漫画である一方、『なつめヴルダラーク』などに見られるようにクトゥルフ神話や人狼、妖怪などのオカルトモチーフをしばしば盛り込む。また銃器やメカの描写には一定の拘りが見られる。ナチス・ドイツ系ネタを特に好んで取り上げ、紙面随所へのドイツ語の書き込みも非常に多い。
得意とする学園コメディの多くは、『屈折リーベ』などの初期作品から一貫して、宮城県仙台市太白区周辺とおぼしき地方都市の高校「市立御堂平高校」を中心とする統一ワールドを舞台に描き続けている。この設定に乗る形で、掲載誌・出版社・対象年齢層などを飛び越え、別々の作品に共通キャラクターを出演させることも多く、多数の主要キャラクター間で同級生・縁戚等の錯綜した相関関係が構築されている。
この「御堂平ワールド」では、通常の学園コメディのほか、オカルト系の伝奇コメディも展開され、混沌とした様相を呈していた。ただし、2007年の「怪物さん」完結に際し、「御堂平ワールド」で起きた種種のオカルティックなエピソードのうち一部については、存在しなかった事象として収斂してしまうような結末が提示された。
『兵器局非常識機材関連開発室ヴンダーカンマー』では戦争中のナチス・ドイツ、オカルト、眼鏡っ子萌えの世界観を展開した。

## 主な作品・単行本
- イワン・サノバビッチの一日（1992年、TOKUMAコミック大賞投稿作品、当時未発表）- おてつきおちゃっぴい!-西川魯介短編集-に収録
- すべて機械じかけ（1993年、『月刊少年キャプテン』、徳間書店）- SF/フェチ・スナッチャー1に収録
- 強襲ミドガルド蛇（1995年、『月刊少年キャプテン』、徳間書店）- SF/フェチ・スナッチャー2に収録
- 屈折リーベ（1996年1月号 - 1996年7月号、『月刊少年キャプテン』、徳間書店）
単行本は白泉社JETS COMICSより2001年に発行 ISBN 4592135989
- おてつきおちゃっぴい!（1996年12月号 - 1997年2月号（廃刊号）、『月刊少年キャプテン』、徳間書店）
おてつきおちゃっぴい!-西川魯介短編集- ワニブックスGUM COMICS Plusより2013年に発行。ISBN 9784847038594
- SF/フェチ・スナッチャー（1997年 - 2001年 『ヤングアニマル』系列にて不定期連載、白泉社）
単行本は白泉社JETS COMICSより全2巻。
  1. ISBN 4592132734
  2. ISBN 4592132785
- 昇天コマンド（1998年 - 1999年、Chuッ、ワニマガジン社）
単行本はワニマガジン社ワニマガジン・コミックスより全1巻 ISBN 489829393X
- 初恋☆電動ファイトシリーズ（2000年 - 2001年、『Chuッ』および『ヤングHIP』連載、ワニマガジン社）
単行本はワニマガジン社ワニマガジン・コミックスより2冊。作品のつながりはあるが表題が異なる。
  1. 初恋☆電動ファイトISBN 4898294170
  2. ラブ装填☆電動ファイター ISBN 4898299288
- 男一匹おなご部隊（2001年、4コマモンスターちびどら、富士見書房）- おてつきおちゃっぴい!-西川魯介短編集-に収録
- 野蛮の園（2001年 - 2005年、『ヤングアニマル嵐』および増刊嵐にて連載、白泉社）
単行本は白泉社JETS COMICSより全3巻。
  1. ISBN 4592132289
  2. ISBN 4592132572
  3. ISBN 4592142497
- なつめヴルダラーク!（2002年 - 2003年、『月刊少年エース』、角川書店）
単行本は角川書店Kadokawa Comics Aより全1巻 ISBN 4047135968
- dioptrisch!（2004年 - 2005年、月刊少年エース増刊『エース桃組』、角川書店）- あぶない!図書委員長!に収録
- あぶない!図書委員長!（2006年 - 2007年、『ヤングアニマルあいらんど』、白泉社）
単行本は白泉社JETS COMICSより全1巻 ISBN 9784592142911
- 怪物さん（2006年 - 2007年、『WebコミックGENZO』および『MAGNA』にて連載、幻冬舎コミックス）
単行本は幻冬舎コミックスBIRZ COMICS より全1巻 ISBN 9784344809819
- アシスタント伝奇ケイカ（2007年 - 2010年、『ヤングアニマル嵐』、白泉社）
単行本は白泉社JETS COMICSより。
  1. ISBN 9784592145912
  2. ISBN 9784592145929
- 兵器局非常識g関連開発室 ヴンダーカンマー（2007年 - 2011年、『月刊COMICリュウ　、徳間書店）
単行本は徳間書店リュウコミックスより。
  1. ヴンダーカンマー 兵器局非常識機材関連開発室1 ISBN 9784199501203
  2. ヴンダーカンマー  ISBN 9784199501784
- 作家 蛙石鏡子の創作ノート（2010年 - 2011年、『ヤングアニマル嵐』、白泉社）
単行本は白泉社JETS COMICSより。
作家 蛙石鏡子の創作ノート ISBN 9784592146650
- まかない君（2012年 - 2018年、『ヤングアニマル』および『ヤングアニマルDensi』、白泉社）
単行本は白泉社JETS COMICSより全6巻。
詳細は作品記事を参照
- 裏の家の魔女先生（2019年 - 、『ヤングチャンピオン』『ヤングチャンピオン烈』、秋田書店）

### イラストコラム
- ころ萌（も）がえ研究室（2006年 - 2012年、MC☆あくしず、イカロス出版）- おてつきおちゃっぴい!-西川魯介短編集-にイラストのみを収録

## アシスタント先[2]
- 江口賢一
- 伊藤伸平
- 岡昌平
- 伊藤勢
- 柴田亜美
- 二宮ひかる
- 美内すずえ